# Astralni mikrotubuli
Astralni mikrotubuli su mikrotubuli koji vezuju polove vretena odnosno dvaju poluvretena za staničnu membranu. Polimeriziranje mikrocjevčica nastaje u središtu organiziranja mikrotubula.
Jedna su od triju vrsta mikrotubula koji tvore diobeno vreteno, uz kinetohorne i polarne (nekinetohorne). Astralni se pružaju iz centrosoma na polovima stanice, a vezani su za staničnu membranu. Smatra se da je uloga ovih mikrotubula prinos odvajanju centrosoma na stanične polove. Druga uloga jest osiguravanje određivanje položaja centrosoma u stanici u odnosu na ostatak stanice.
Ova se vrsta mikrocjevčica razvija u aktinskom kosturu i ulazi su interakciju sa staničnim korteksom radi pomaganja usmjeravanja vretena. Organizirani su u zrakasti snop oko centrosoma. Stopa obrtaja ove populacije mikrocjevčica je viša nego ikoja druga populacija. Astralnim mikrocjevčicama u ovome pomažu dineini koji su specifični za ovu ulogu.